# Ivan Bratko (pisatelj)
Ivan Bratko (ilegalno ime Andrej), slovenski komunist, partizan, publicist, pisatelj, * 15. februar 1914, Celje, † 23. marec 2001, Ljubljana.
Bratko je leta 1941 v Ljubljani končal študij na pravni fakulteti. Že kot študent je bil aktiven v delavskem gibanju. Od 1933 je bil član KPS in že pred 2. svetovno vojno pisec socialnogospodarskih in kulturnopolitičnih člankov v revijah Sodobnost, Obzorja, Tehnika in gospodarstvo, po njej pa v Ljudski pravici, Književnih novinah in Novem svetu. Od 1941 je deloval v NOB kot funkcionar OF. Iz internacije v Gonarsu je pobegnil k partizanom 1942-43 je bil v Slovenskem Primorju, 1944 vodja Partijske šole CK KPS. Bil je rezervni podpolkovnik JLA.
Po vojni je bil najprej (1945–48) glavni urednik partijskega glasila Ljudske pravice, do 1950 pomočnik ministra ljudske prosvete LRS, nato direktor Radia Ljubljana, nazadnje pa skoraj 30 let (1952–81) direktor Državne založbe Slovenije. Bil je republiški poslanec in član CK ZKS, nazadnje tudi član Sveta republike(?).
Bratko je kot pisatelj dosegel največji uspeh z romanom Teleskop (1954) v katerem z mikavnim pisanjem o razburljivih dogodkih o usodi posameznikov in skupine popisuje pobeg iz taborišča v Gonarsu. Bratko je te dogodke (bil je med organizatorji pobega, kot tudi njegov gimnazijski sošolec Boris Kraigher) popisal kronistično in jih povezal v zaokroženo pripoved, tako da ima delo dokumentarno in literarno vrednost. Za delo je prejel Levstikovo nagrado. Leta 1957 je izdal reportažno povest Pomlad v februarju, ki pripoveduje o likvidatorjih v Ljubljani. Povest je sicer napeta, a literarno šibka. Napisal je še zbirko novel Vroči asfalt Evrope (1962), Dekletov dnevnik (1969) in potopisa po ZDA Rakete in sekvoje (1965) ter S poti po evropskem zapadu (1950). S področja kulturnopolitične publicistike sta nastali deli Čas knjige (1972) in Okrogla miza (1977).
Njegova sinova sta računalnikar, strokovnjak za umetno inreligenco Ivan Bratko in kemik Dušan Bratko.

## Odlikovanja
- red zaslug za ljudstvo II. stopnje
- red bratstva in enotnosti II. stopnje
- partizanska spomenica 1941
- zlati križ (Poljska)